# Dalbergia monetaria
Dalbergia monetaria är en ärtväxtart som beskrevs av Carl von Linné d.y.. Dalbergia monetaria ingår i släktet Dalbergia, och familjen ärtväxter. IUCN kategoriserar arten globalt som livskraftig.

## Underarter
Arten delas in i följande underarter:
- D. m. monetaria
- D. m. nitida